# Basile De Carvalho
Pour les articles homonymes, voir Carvalho.
Basile Salomon Pereira De Carvalho, est un footballeur international bissaoguinéen, né le 31 octobre 1981 à Ziguinchor au Sénégal. Il est actuellement l'entraîneur principal de Louhans Cuiseaux qui évolue en national 3

## Biographie
Après avoir débuté au Casa Sport de Ziguinchor, il rejoint le championnat français en signant à Louhans-Cuiseaux en 2000. Il quitte ensuite ce club pour le FC Sochaux-Montbéliard où il ne parvient pas à s'imposer, puis part en prêt à Sedan où il effectue un passage réussi en jouant régulièrement et en marquant à neuf reprises. Malgré cette bonne saison, il quitte Sochaux pour Brest où il trouve du temps de jeu sans retrouver entièrement son efficacité sedanaise devant le but. Lors de la saison 2007-2008, il est le meilleur passeur du Stade brestois avec 5 passes décisives. De Carvalho quitte le Stade brestois 29 pour rejoindre le Racing Club de Strasbourg lors du mercato d'hiver 2010.
Après la descente de Strasbourg en National, il rejoint le club bulgare du Lokomotiv Plovdiv en juillet 2010. En juillet 2012, il signe au Levski Sofia et termine sous ses couleurs meilleur buteur du Championnat de Bulgarie de football 2012-2013. 
Il rejoint à l'intersaison 2013 le club belge de seconde division du Royal White Star Bruxelles. Il marque deux buts pour son nouveau club lors des deux premières journées de championnat. Il retrouve d'autres anciens joueurs de Sochaux au White Star : les jeunes Igor Rey et King Osanga, venus eux aussi à l'intersaison de Sochaux, ainsi que le plus expérimenté Hakim El Bounadi transféré de Belfort lui aussi durant l'intersaison.
Basile de Carvalho fonde en mars 2009 une fondation à but humanitaire dont l'objet est de venir en aide aux enfants du Sénégal.
Il obtient sa première sélection en équipe de Guinée-Bissau le 26 mars 2011, lors d'un match face à l'Ouganda.
Basile signe en janvier 2015 à Interclube en Angola après avoir rompu son contrat avec le Royal White Star Bruxelles.
Il dispute son premier match de Girabola le samedi 14 février 2015 face au Sagrada Esperenca avec une victoire sur le score de 2 à 0 à la clé.
A l'été 2015, Basile revient à Louhans-Cuiseaux pour aider son ancien club, tout juste relégué en Division Honneur, à retrouver le CFA2. C'est un succès avec la montée à la clé puis Basile dispute encore 3 saisons consécutives à ce niveau avec les bressans. 
Il met un terme officiel à sa carrière le 25 mai 2019, jour où le club valide sa montée en National 2 à l'occasion du dernier match de la saison face à Avallon (victoire 3-0). Il reçoit l'ovation des 2 600 spectateurs du Parc des Sports de Bram.
Lors de la saison 2023-2024 et à la suite de la descente de Louhans-Cuiseaux en national 3, il devient l'entraîneur principal de Louhans.

## Carrière
- jusqu'à 2000 : Casa Sport (Ziguinchor) 50 matches 25 buts
- 2000-2002 : CS Louhans-Cuiseaux 45 matches 20buts
- 2002-2003 : FC Sochaux12 matches 0 buts
- 2003-2004 : CS Sedan-Ardennes 24 matches 9 buts et 5 passes décisives
- janvier 2005-janvier 2010 : Stade brestois 108 matches  17 buts et 5 passes décisives
- janvier 2010-2010 : RC Strasbourg 16 matches 1 but et 4 passes décisives
- 2010-2012 : Lokomotiv Plovdiv 38 matches  16 buts
- 2012-2013 : Levski Sofia 25 matches 19 buts
- 2013-2014 : Royal White Star Bruxelles 30 matches 7 buts
- 2015 : Interclube
- Depuis 2015 : CS Louhans-Cuiseaux[3].

## Statistiques
À l'issue de la saison 2012-2013
- 5 matchs et 0 but en Ligue 1
- 149 matchs et 27 buts en Ligue 2
- 38 matchs et 15 buts en National
- 63 matchs et 35 buts en 1re division bulgare
- 6 matchs et 1 but en Coupe de l'UEFA
- 5 matchs en Coupe Intertoto